# Kabinett Stolpe III
Das Kabinett Stolpe III bildete vom 13. Oktober 1999 bis zum 26. Juni 2002 die Landesregierung von Brandenburg.
| Amt                                          | Name                                   | Partei                | Partei |
| -------------------------------------------- | -------------------------------------- | --------------------- | ------ |
| Ministerpräsident                            | Manfred Stolpe                         |                       | SPD    |
| Stellvertretender Ministerpräsident          | Jörg Schönbohm                         |                       | CDU    |
| Inneres                                      | Jörg Schönbohm                         |                       | CDU    |
| Finanzen                                     | Wilma Simon (bis 19. September 2000)   |                       | SPD    |
| Finanzen                                     | Dagmar Ziegler (ab 19. September 2000) |                       | SPD    |
| Justiz und Europaangelegenheiten             | Kurt Schelter                          |                       | CDU    |
| Wirtschaft                                   | Wolfgang Fürniß                        | CDU                   |        |
| Arbeit, Soziales, Gesundheit und Frauen      | Alwin Ziel                             |                       | SPD    |
| Landwirtschaft, Umweltschutz und Raumordnung | Wolfgang Birthler                      | SPD                   |        |
| Bildung, Jugend und Sport                    | Steffen Reiche                         | SPD                   |        |
| Wissenschaft, Forschung und Kultur           | Wolfgang Hackel (bis 17. Oktober 2000) |                       | CDU    |
| Wissenschaft, Forschung und Kultur           | Johanna Wanka (ab 17. Oktober 2000)    | parteilos, später CDU |        |
| Stadtentwicklung, Wohnen und Verkehr         | Hartmut Meyer                          |                       | SPD    |